# Ронкето деле Ране
Ронкето Деле Ране је насеље у Италији у округу Милано, региону Ломбардија.
Према процени из 2011. у насељу је живело 740 становника. Насеље се налази на надморској висини од 103 м.